# Vítězslav Valach
Vítězslav Valach (26. dubna 1958 - 7. srpna 2021) byl bývalý český politik, v 90. letech 20. století poslanec České národní rady a Poslanecké sněmovny za SPR–RSČ, pak za LSNS a Českomoravskou unii středu.

## Biografie
Ve volbách v roce 1992 byl zvolen do ČNR, jako poslanec za Sdružení pro republiku – Republikánskou stranu Československa (volební obvod Jihočeský kraj). Zasedal ve výboru pro veřejnou správu, regionální rozvoj a životní prostředí.
Po vzniku samostatné České republiky v lednu 1993 se ČNR transformovala na Poslaneckou sněmovnu Parlamentu České republiky. V ní setrval do konce funkčního období, tedy do voleb v roce 1996. Již v listopadu 1992 opustil poslanecký klub SPR-RSČ. Důvodem pro rozkol byl fakt, že Valach a několik dalších republikánských poslanců podpořil usnesení ČNR o převzetí kontinuity státní moci na území České republiky, čímž podpořil proces dělení Československa. 20. listopadu 1992 pak SPR-RSČ v zasedacím sále ČNR distribuovala fiktivní smuteční oznámení, v němž konstatovala, že „v pozdních večerních hodinách pošli na vrozenou křivici charakteru, ke které se přidala prudká infekce ptačího moru, Pavel Kulička, Eva Matoušková a Vítězslav Valach.“ Okamžitě poté zmínění odpadlíci utvořili spolu s několika poslanci, kteří odešli z Liberálně sociální unie, nový klub, později nazvaný klubem Liberální strany národně sociální. Od dubna 1995 působil v klubu Českomoravské unie středu. Odchod z LSNS odůvodnil tím, že ve vedení strany probíhá trvalá krize a mezi poslaneckým klubem a stranou docházelo k podrážděným reakcím. Zatímco v případě členství v klubu LSNS se stal i členem této strany, nyní deklaroval, že nebude straníkem a v klubu ČMUS usedne jako bezpartijní. Ve volbách v roce 1996 neúspěšně kandidoval za ČMUS.